# Brandon Davies
Brandon Davies (Filadelfia, 25 luglio 1991) è un cestista statunitense naturalizzato ugandese.

## Statistiche

### College
| Anno      | Squadra     | PG  | PT | MP   | TC%  | 3P%  | TL%  | RP  | AP  | PRP | SP  | PP   |
| --------- | ----------- | --- | -- | ---- | ---- | ---- | ---- | --- | --- | --- | --- | ---- |
| 2009-2010 | BYU Cougars | 35  | 1  | 13,5 | 53,9 | 0,0  | 56,8 | 3,0 | 0,3 | 0,4 | 0,4 | 5,4  |
| 2010-2011 | BYU Cougars | 29  | 26 | 24,9 | 52,5 | -    | 67,4 | 6,2 | 1,5 | 0,7 | 0,9 | 11,1 |
| 2011-2012 | BYU Cougars | 35  | 35 | 28,6 | 51,6 | 33,3 | 66,2 | 7,7 | 2,1 | 1,5 | 1,3 | 15,2 |
| 2012-2013 | BYU Cougars | 36  | 36 | 29,3 | 52,2 | 35,7 | 68,2 | 8,0 | 2,4 | 1,3 | 1,0 | 17,7 |
| Carriera  | Carriera    | 135 | 98 | 24,1 | 52,2 | 33,3 | 66,0 | 6,2 | 1,6 | 1,0 | 0,9 | 12,4 |

### NBA

#### Regular Season
| Anno      | Squadra            | PG | PT | MP   | TC%  | 3P%  | TL%  | RP  | AP  | PRP | SP  | PP  |
| --------- | ------------------ | -- | -- | ---- | ---- | ---- | ---- | --- | --- | --- | --- | --- |
| 2013-2014 | Philadelphia 76ers | 51 | 0  | 11,3 | 42,2 | 20,0 | 64,2 | 2,1 | 0,5 | 0,5 | 0,2 | 2,8 |
| 2014-2015 | Philadelphia 76ers | 20 | 6  | 19,0 | 41,2 | 23,3 | 63,6 | 3,7 | 1,4 | 0,9 | 0,2 | 6,3 |
| 2014-2015 | Brooklyn Nets      | 7  | 0  | 6,3  | 33,3 | 25,0 | 75,0 | 1,4 | 0,3 | 0,1 | 0,4 | 2,3 |
| Carriera  | Carriera           | 78 | 6  | 12,8 | 41,1 | 22,7 | 64,4 | 2,5 | 0,7 | 0,5 | 0,2 | 3,7 |

### Eurolega
| Anno      | Squadra         | PG  | PT  | MP   | TC%  | 3P%  | TL%  | RP  | AP  | PRP | SP  | PP   |
| --------- | --------------- | --- | --- | ---- | ---- | ---- | ---- | --- | --- | --- | --- | ---- |
| 2017-2018 | Žalgiris Kaunas | 36  | 33  | 17,4 | 57,7 | -    | 84,8 | 3,5 | 0,9 | 0,9 | 0,4 | 9,3  |
| 2018-2019 | Žalgiris Kaunas | 34  | 33  | 24,2 | 55,9 | -    | 76,2 | 5,5 | 2,0 | 1,0 | 0,4 | 14,2 |
| 2019-2020 | Barcellona      | 28  | 14  | 20,1 | 51,5 | 38,5 | 78,6 | 3,9 | 1,6 | 1,1 | 0,6 | 9,6  |
| 2020-2021 | Barcellona      | 35  | 10  | 21,4 | 55,8 | 42,9 | 75,4 | 4,5 | 1,5 | 0,7 | 0,4 | 12,0 |
| 2021-2022 | Barcellona      | 36  | 9   | 19,9 | 51,9 | 25,0 | 68,0 | 3,7 | 1,6 | 0,6 | 0,3 | 9,9  |
| 2022-2023 | Olimpia Milano  | 33  | 13  | 18,4 | 53,3 | 35,0 | 70,3 | 3,2 | 1,9 | 0,6 | 0,3 | 10,2 |
| 2023-2024 | Valencia        | 28  | 18  | 22,4 | 49,6 | 30,6 | 80,2 | 3,8 | 2,0 | 0,8 | 0,6 | 12,1 |
| Carriera  | Carriera        | 230 | 130 | 20,5 | 53,7 | 32,5 | 75,9 | 4,0 | 1,6 | 0,8 | 0,4 | 11,0 |

## Palmarès

### Squadra
- Campionato lituano: 2

Žalgiris Kaunas: 2017-18, 2018-19
- Campionato spagnolo: 1

Barcellona: 2020-21
- Leaders Cup: 1

Monaco: 2017
- Coppa di Lituania: 1

Žalgiris Kaunas: 2018
- Copa del Rey: 2

Barcellona: 2021, 2022
- Liga catalana: 1

Barcellona: 2019
- Campionato italiano: 1

Olimpia Milano: 2022-23
- Campionato serbo: 1

Partizan: 2024-25
- Lega Adriatica: 1

Partizan: 2024-25

### Individuale
- Lietuvos krepšinio lyga MVP finali: 1

Žalgiris Kaunas: 2017-18
- All-Euroleague First Team: 1

Žalgiris Kaunas: 2018-19
- All-Euroleague Second Team: 1

Barcelona: 2020-21